# Потомак-Міллс (Вірджинія)
Потомак-Міллс (англ. Potomac Mills) — переписна місцевість (CDP) в США, в окрузі Принс-Вільям штату Вірджинія. Населення — 6332 особи (2020).

## Географія
Потомак-Міллс розташований за координатами 38°39′20″ пн. ш. 77°18′9″ зх. д. / 38.65556° пн. ш. 77.30250° зх. д. (38.655646, -77.302511).  За даними Бюро перепису населення США в 2010 році переписна місцевість мала площу 10,47 км², з яких 10,43 км² — суходіл та 0,04 км² — водойми.

## Демографія
Згідно з переписом 2010 року, у переписній місцевості мешкало 5614 осіб у 1680 домогосподарствах у складі 1335 родин. Густота населення становила 536 осіб/км².  Було 1763 помешкання (168/км²).
Расовий склад населення:
| - 49,0 % — білих - 22,6 % — чорних або афроамериканців - 10,3 % — азіатів - 1,5 % — корінних американців - 0,1 % — вихідців з тихоокеанських островів - 10,6 % — осіб інших рас |

До двох чи більше рас належало 5,9 %. Частка іспаномовних становила 27,1 % від усіх жителів.
За віковим діапазоном населення розподілялося таким чином: 30,8 % — особи молодші 18 років, 62,3 % — особи у віці 18—64 років, 6,9 % — особи у віці 65 років та старші. Медіана віку мешканця становила 33,3 року. На 100 осіб жіночої статі у переписній місцевості припадало 100,3 чоловіків;  на 100 жінок у віці від 18 років та старших — 98,6 чоловіків також старших 18 років.
Середній дохід на одне домашнє господарство  становив 98 231 долар США (медіана — 77 757), а середній дохід на одну сім'ю — 104 375 доларів (медіана — 78 488). Медіана доходів становила 54 828 доларів для чоловіків та 59 792 долари для жінок. За межею бідності перебувало 7,8 % осіб, у тому числі 5,4 % дітей у віці до 18 років та 4,8 % осіб у віці 65 років та старших.
Цивільне працевлаштоване населення становило 2819 осіб. Основні галузі зайнятості: роздрібна торгівля — 17,5 %, публічна адміністрація — 15,5 %, освіта, охорона здоров'я та соціальна допомога — 14,6 %.